# Lysandra pluripuncta
Lysandra pluripuncta är en fjärilsart som beskrevs av Courv. 1912. Lysandra pluripuncta ingår i släktet Lysandra och familjen juvelvingar. Inga underarter finns listade i Catalogue of Life.